# AFC Ajax
Amsterdamsche Football Club Ajax (phát âm tiếng Hà Lan: [ˈaːjɑks]), còn được gọi là AFC Ajax, Ajax Amsterdam hoặc đơn giản là Ajax, là câu lạc bộ bóng đá có trụ sở ở Amsterdam, đang chơi tại Giải bóng đá vô địch quốc gia Hà Lan (Eredivisie), hạng đấu cao nhất của bóng đá Hà Lan. Trong lịch sử, Ajax (tên của nhân vật thần thoại Hy Lạp) là đội bóng thành công nhất Hà Lan, với 36 chức vô địch quốc gia Hà Lan và 20 Cúp KNVB. Câu lạc bộ liên tục thi đấu ở Eredivisie kể từ khi giải đấu khởi đầu từ năm 1956. Cùng với Feyenoord và PSV Eindhoven, họ là 3 câu lạc bộ thống trị giải đấu.
Ajax đã từng 4 lần vô địch Cúp C1 châu Âu, trong đó có ba lần vô địch liên tiếp từ năm 1971–1973 và một lần vô địch vào năm 1995. Năm 1972, họ hoàn tất cú ăn ba lục địa bằng việc vô địch Eredivisie, Cúp KNVB và Cúp C1 châu Âu. Câu lạc bộ là 1 trong 5 đội vô địch cả ba giải đấu cấp câu lạc bộ hàng đầu của UEFA (Cúp C1 châu Âu, UEFA Cup Winners' Cup và Cúp UEFA).
Ajax thi đấu tại Johan Cruyff Arena, được mở cửa với tên gọi Amsterdam Arena vào năm 1996 và được đổi tên vào năm 2018. Họ trước đây thi đấu tại sân vận động De Meer và sân vận động Olympic Amsterdam (cho các trận đấu quốc tế).

## Lịch sử
Câu lạc bộ do Floris Stempel, Carel Reeser, anh em Han và Johan Dade thành lập tại Amsterdam, ngày 18 tháng 3 năm 1900. Câu lạc bộ thăng hạng cao nhất của bóng đá Hà Lan từ năm 1911 và có chức vô địch đầu tiên vào năm 1917 (Cúp KNVB). Mùa giải sau đó, họ giành chức vô địch quốc gia lần đầu tiên. Câu lạc bộ bảo vệ chức vô địch vào mùa 1918–19, trở thành đội bóng duy nhất có mùa giải bất bại tại Giải VĐQG Hà Lan.
Những năm 1920s, Ajax là một thế lực lớn ở khu vực họ, vô địch giải Eerste Klasser West năm 1921, 1927 và 1928, nhưng không thành công ở giải quốc gia. Khi giải đấu được thay đổi vào những năm 30, họ vô địch 5 lần (1931, 1932, 1934, 1937, 1939), trở thành đội bóng Hà Lan thành công nhất vào thời điểm đó. Ajax giành cúp KNVP lần thứ 2 vào mùa 1942–43 và chức vô địch Hà Lan lần thứ 8 vào mùa 1946–47, mùa giải cuối cùng câu lạc bộ được dẫn dắt bởi HLV Jack Reynolds, thâu tóm tất cả các chức vô địch nội địa, kể cả chiếc Cúp KNVB năm 1917.
Vào năm 1956, mùa giải chuyên nghiệp đầu tiên của Giải VĐQG Hà Lan được diễn ra, Ajax tham dự với tư cách là người sang lập. Câu lạc bộ thủ đô giành chức vô địch đầu tiên trong kỉ nguyên này, đồng thời ra mắt tại đấu trường Cúp Châu Âu trong trận thua ĐKVĐ của Hungary Vasas SC với tổng tỉ số 6-2 tại vòng tứ kết. Họ tiếp tục vô địch Giải VĐQG vào năm 60 và giành Cúp KNVB lần thứ 3 vào năm 1961.
Năm 1965, Rinus Michels, người từng chơi cho CLB trong khoảng từ 1946-1958 trở thành HLV của Ajax. Ông đem triết lí về Bóng đá Tổng lực, không chỉ riêng tới Ajax mà còn cả Đội tuyển quốc gia Hà Lan. 1 năm sau, Johan Cruyff, huyền thoại bóng đá Hà Lan, có trận đấu đầu tiên cho CLB. Trong khoảng thời gian này, Michels và Cruyff tạo nên thời kì hoàng kim nhất trong lịch sử CLB, vô địch Hà Lan đến 7 lần, 4 Cúp KNVB và 3 Cúp C1 liên tiếp (1971-1973).
Ajax vô địch quốc nội vào các năm 1966-1968, và đã vào đến trận chung kết Cúp Châu Âu vào năm 1969, khi họ để thua Milan. Trong mùa giải 1966-67, Ajax ghi tới 122 bàn thắng tại Giải VĐQG, lần đầu đoạt cú đúp danh hiệu Cúp KNVB và VĐQG Hà Lan. Mùa giải 1969-70, Ajax vô địch Hà Lan lần thứ 4 và cú đúp quốc nội lần thứ 2 trong 5 năm, thắng 27/34 trận và ghi 100 bàn.

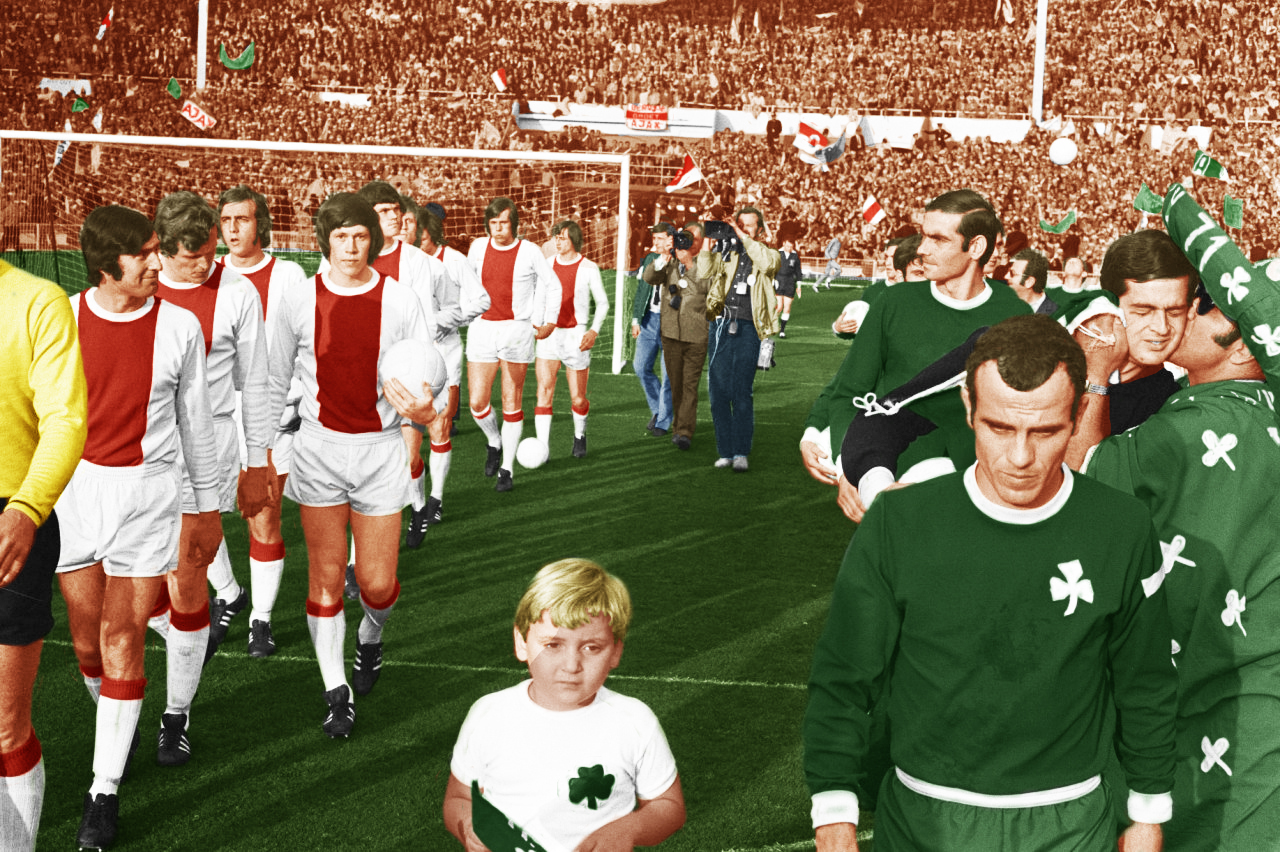
Chung kết Cúp C1 châu Âu 1971, Ajax - Panthinaikos

Mùa giải 1970-71, Ajax bảo vệ Cúp KNVB vào đến trận chung kết Cúp C1 năm 71, nơi họ thắng Panathinaikos 2-0 để lần đầu đoạt Cúp Châu Âu. Johan Cruyff đoạt danh hiệu Cầu thủ xuất sắc nhất châu Âu trong mùa giải này. Sau mùa giải đó, Rinus Michels chuyển tới Barcelona, thay thế cho ông là Stefan Kovács. Mùa giải đầu tiên của mình, ông giúp CLB đoạt cú ăn ba (Cúp C1, Cúp KNVB, vô địch Hà Lan). Mùa giải tiếp theo, họ đánh bại CLB của Argentina Independiente để vô địch Cúp Liên lục địa năm 72, bảo vệ chức vô địch quốc nội, trở thành đội bóng đầu tiên sau Real Madrid ở những năm 50 giành 3 chức vô địch C1 liên tiếp.
Năm 1973, Johan Cruyff chuyển tới Barca với mức phí kỉ lục thế giới (~2 triệu USD). Kovács chuyển đến dẫn dắt Đội tuyển quốc gia Pháp, kết thúc thời kì vàng son của CLB.

## Sân vận động
Sân vận động đầu tiên của Ajax được xây vào năm 1911. Sân được xây bằng gỗ nên nó được gọi là Het Houten Stadion ("Sân Gỗ"). Sau đó, Ajax chuyển đến sân vận động đã từng được tổ chức Thế vận hội Mùa hè 1928 tại Amsterdam. Sân này được thiết kế bởi Jan Wils, nơi được biết đến là Olympic Stadium. Vào năm 1934, Ajax chuyển tới sân De Meer Stadion ở phía Tây Amsterdam, thiết kế bởi kiến trúc sư và thành viên của Ajax Daan Roodenburgh, người cũng tham gia thiết kế sân vận động đầu tiên của câu lạc bộ. Sân có sức chứa là 29500 chỗ ngồi, họ chơi ở đây đến năm 1996. Đối với những trận đấu của UEFA hay là của Đội tuyển quốc gia, câu lạc bộ thường chuyển tới SVĐ Olympic Stadium với sức chứa gấp đôi.
Năm 1996, Ajax chuyển tới sân vận động mới ở phía Đông Nam thành phố, được biết đến với cái tên Amsterdam ArenA. Nó được xây dựng bởi chính quyền thành phố Amsterdam với khoản phí khoảng 134 triệu USD. Sân vận động có sức chứa khoảng 52000 chỗ. Khán giả trung bình tới sân vào mùa 2006–07 là 48610, mùa sau là 49128. Amsterdam ArenA có mái che, và tạo nên trào lưu cho những sân vận động hiện đại mới ở châu Âu trong vài năm. Tại Hà Lan, sân vận động này đã dính đến một vấn đề với chất lượng cỏ tồi tệ bởi mái che có thể tháo gỡ nên mỗi khi mở thì nó phung phí quá nhiều ánh nắng và không khí trong sạch. Xuyên suốt mùa giải 2008–09, nhân viên mặt đất đã giới thiệu một công nghệ ánh sáng để khắc phục vấn đề này.
Sân vận động được yêu thích nhất De Meer Stadion đã bị phá và đất ở đây được bán cho hội đồng thành phố. Chỉ còn một thứ duy nhất là dòng chữ "AJAX", nơi hiện tại năm trong façade của trung tâm đào tạo trẻ De Toekomst, gần SVĐ Amsterdam ArenA.

## Thành tích

#### Quốc tế
- UEFA Champions League/Cúp C1: 4 (kỷ lục của Hà Lan)
  - Vô địch: 1971, 1972, 1973, 1995
  - Á quân: 1969, 1996
- UEFA Cup Winners' Cup/Cúp C2: 1
  - 1987
- Tập tin:UEFA Cup (adjusted).png UEFA Cup/Cúp C3: 1
  - 1992
- UEFA Super Cup/Siêu cúp bóng đá châu Âu: 2 (kỷ lục của Hà Lan)
  - 1973, 1995
- Intercontinental Cup: 2 (kỷ lục của Hà Lan)
  - 1972, 1995
- Cúp Intertoto: 1
  - 1962

#### Quốc gia
- Vô địch Hà Lan: 36 (kỷ lục của Hà Lan)
  - 1918, 1919, 1931, 1932, 1934, 1937, 1939, 1947, 1957, 1960
  - 1966, 1967, 1968, 1970, 1972, 1973, 1977, 1979, 1980, 1982
  - 1983, 1985, 1990, 1994, 1995, 1996, 1998, 2002, 2004, 2011
  - 2012, 2013, 2014, 2019, 2021, 2022
- Cúp Quốc gia Hà Lan: 20 (kỷ lục của Hà Lan)
  - 1917, 1943, 1961, 1967, 1970, 1971, 1972, 1979, 1983, 1986
  - 1987, 1993, 1998, 1999, 2002, 2006, 2007, 2010, 2019, 2021
- Siêu cúp Hà Lan: 9
  - 1993, 1994, 1995, 2002, 2005, 2006, 2007, 2013, 2019

## Cầu thủ

### Đội hình hiện tại
Tính đến ngày 1 tháng 8 năm 2025.
Ghi chú: Quốc kỳ chỉ đội tuyển quốc gia được xác định rõ trong điều lệ tư cách FIFA. Các cầu thủ có thể giữ hơn một quốc tịch ngoài FIFA.
| Số | VT | Quốc gia    | Cầu thủ                             |
| -- | -- | ----------- | ----------------------------------- |
| 1  | TM | Séc         | Vítězslav Jaroš (mượn từ Liverpool) |
| 2  | HV | Brasil      | Lucas Rosa                          |
| 3  | HV | Đan Mạch    | Anton Gaaei                         |
| 4  | HV | Hà Lan      | Jorrel Hato                         |
| 5  | HV | Hà Lan      | Owen Wijndal                        |
| 6  | TĐ | Hà Lan      | Youri Regeer                        |
| 7  | TV | Tây Ban Nha | Raúl Moro                           |
| 8  | TV | Hà Lan      | Kenneth Taylor                      |
| 9  | TĐ | Hà Lan      | Brian Brobbey                       |
| 10 | TV | Israel      | Oscar Gloukh                        |
| 11 | TV | Bỉ          | Mika Godts                          |
| 12 | TM | Hà Lan      | Joeri Heerkens                      |
| 13 | HV | Thổ Nhĩ Kỳ  | Ahmetcan Kaplan                     |
| 15 | HV | Hà Lan      | Youri Baas                          |
| 17 | TV | Na Uy       | Oliver Edvardsen                    |

| Số | VT | Quốc gia     | Cầu thủ                         |
| -- | -- | ------------ | ------------------------------- |
| 18 | TV | Hà Lan       | Davy Klaassen (đội phó)         |
| 20 | TV | Burkina Faso | Bertrand Traoré                 |
| 21 | TV | Hà Lan       | Branco van den Boomen           |
| 22 | TM | Hà Lan       | Remko Pasveer                   |
| 23 | TV | Hà Lan       | Steven Berghuis (đội phó thứ 2) |
| 24 | TV | Bỉ           | Jorthy Mokio                    |
| 25 | TĐ | Hà Lan       | Wout Weghorst                   |
| 28 | TV | Hà Lan       | Kian Fitz-Jim                   |
| 36 | HV | Hà Lan       | Dies Janse                      |
| 37 | HV | Croatia      | Josip Šutalo                    |
| 42 | HV | Hà Lan       | Nick Verschuren                 |
| —  | HV | Hà Lan       | Gerald Alders                   |
| —  | HV | Hà Lan       | Tristan Gooijer                 |
| —  | TV | Na Uy        | Sivert Mannsverk                |
| —  | TĐ | Anh          | Chuba Akpom                     |

### Cho mượn
Ghi chú: Quốc kỳ chỉ đội tuyển quốc gia được xác định rõ trong điều lệ tư cách FIFA. Các cầu thủ có thể giữ hơn một quốc tịch ngoài FIFA.
| Số | VT | Quốc gia  | Cầu thủ                                                             |
| -- | -- | --------- | ------------------------------------------------------------------- |
| —  | HV | Argentina | Gastón Ávila (tại Fortaleza đến 31 tháng 12 năm 2025)               |
| —  | TĐ | Hà Lan    | Amourricho van Axel Dongen (tại Heerenveen đến 30 tháng 6 năm 2026) |
| —  | TĐ | Hà Lan    | Julian Rijkhoff (tại Almere City đến 30 tháng 6 năm 2026)           |

### Số áo vinh danh

- 14 –  Johan Cruyff (Tiền đạo, 1964–73, 1981–83). Số áo được treo vào dịp sinh nhật lần thứ 60 của Cruyff.[5]

### Xếp hạng FIFA
Tính đến ngày 6 tháng 4 năm 2018
| Hạng | Nước        | Đội               | Điểm   |
| ---- | ----------- | ----------------- | ------ |
| 27   | Anh         | Liverpool         | 56.000 |
| 28   | Hy Lạp      | Olympiacos        | 54.000 |
| 29   | Ý           | Fiorentina        | 54.000 |
| 30   | Hà Lan      | Ajax              | 53.500 |
| 31   | Tây Ban Nha | Villarreal        | 52.000 |
| 32   | Áo          | Red Bull Salzburg | 50.500 |
| 33   | Bỉ          | Anderlecht        | 48.000 |